# RMS Columbia (1841)
Pour les articles homonymes, voir Columbia.
Le RMS Columbia est un paquebot transatlantique britannique de la Cunard Line qui fait partie de la classe Britannia, la première flotte de quatre paquebots de la compagnie à assurer son service transatlantique entre Liverpool et Boston via Halifax. Sister-ship du Britannia, de l'Acadia et du Caledonia, le Columbia est le 4e paquebot de la classe commandé un an après les autres en 1841 et construit aux chantiers écossais de la Clyde, à Greenock par Robert Steele & Sons Co.
En 1841, il décroche le Ruban bleu et devient le premier navire de la Cunard à arborer le trophée tant convoité récompensant le record de traversée transatlantique.
Sa carrière est courte car en 1843, il devient aussi le premier naufrage de la compagnie en s'échouant sur un récif (Devil's limb, à l'ouest de l'île au Phoque) au large de la Nouvelle-Écosse. Tous les passagers et membres d'équipage sont secourus et évacués sains et sauf à Halifax.

## Histoire

### L'un des premiers navires de la Cunard Line

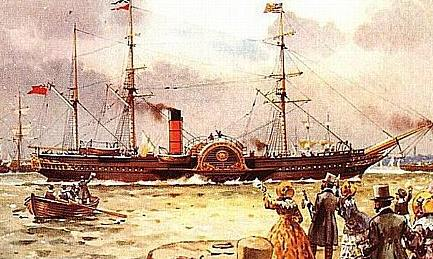
le Britannia (1840), sister-ship du Columbia

En 1839, Samuel Cunard fonde la Cunard Line, une compagnie maritime qui dessert la route transatlantique entre Liverpool et Boston via une escale à Halifax. Une série de trois paquebots jumeaux (les sister-ships Britannia, Acadia et Caledonia) est commandée en 1840 à l'ingénieur écossais Charles Napier et sont construits sur les chantiers navals de la Clyde en Écosse. Afin d'assurer un service bimensuel pour transporter le courrier de la poste royale britannique (la Royal Mail) entre l'Europe et les États-Unis, Cunard commande un an plus tard un quatrième navire, le Columbia qui est construit en 1841 sur la Clyde, au chantier naval de Robert Steele & Sons à Greenock. Ses caractéristiques sont identiques à ceux de ses sister-ships et le « quatuor » forme la classe Britannia, la première flotte de la jeune compagnie.

### Le navire le plus rapide du monde

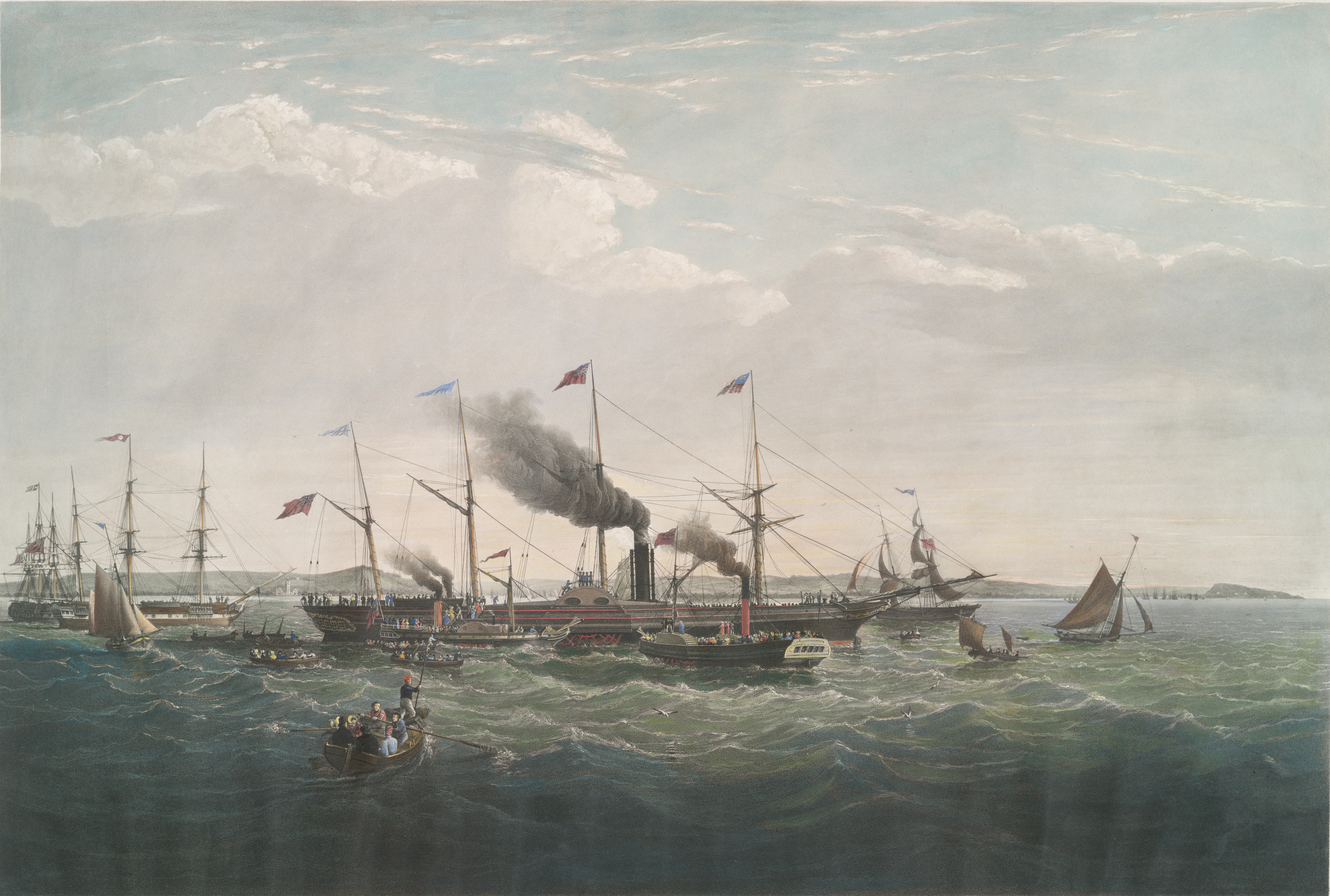
Le Great Western de Brunel, le concurrent des navires de la Cunard que le Columbia détrône du Ruban bleu en 1841

Bien que moins grands et moins puissants que les navires construits par l'ingénieur anglais Isambard Kingdom Brunel, le ratio longueur / puissance permet aux paquebots de la Cunard Line d'être compétitifs en matière de vitesse sur l'océan Atlantique. La Cunard Line se lance ainsi dans la course au Ruban bleu, inaugurée en 1838 par la victoire du Sirius et le Great Western. Ce dernier, un des « géants » de Brunel avec le Great Eastern, détient depuis 1838 le Ruban bleu, trophée prestigieux et convoité qui récompense le record de vitesse de traversée transatlantique dans le sens est-ouest. Bien que le Britannia ait réussi à battre le record de vitesse dans le sens contraire (ouest-est) en 1840, il n'a pas réussi à détrôner le détenteur du Ruban bleu. C'est le Columbia qui réalise cet exploit le 15 juin 1841 au cours d'une traversée entre Liverpool et Halifax réalisée en 10 jours et 19 heures à une vitesse moyenne de 9,78 nœuds.
Battu un an plus tard, à nouveau par le Great Western, le Columbia décroche à son tour le record ouest-est en 1843 au cours d'une traversé réalisée entre Halifax et Liverpool en 9 jours et 12 heures à une vitesse de 11,11 nœuds.

### Le premier naufrage de la Cunard Line
Le premier Ruban bleu de la Cunard est aussi célèbre pour avoir été son premier naufrage le 2 juillet 1843 selon les sources les plus fiables,,,, (d'autres sources indiquent la date du 1er juillet 1842, mais peut-être est-ce dû à une confusion avec un homonyme ?) Au cours d'une traversée entre Boston et Halifax, il s'échoue à cause du brouillard sur un récif (l'îlot de Devil's Limb) à 2 kilomètres à l'ouest de Seal Island (l'île au Phoque) au large de la Nouvelle-Écosse (Canada). Ses 85 (ou approximativement 90) passagers et ses 73 membres d'équipage sont tous sauvés par les pêcheurs et l'équipage du phare de l'île. Toute la cargaison, les machines et les bagages sont aussi récupérés et transférés à Halifax. De manière ironique, le phare dont les hommes ont sauvé les passagers du Columbia est un phare que Samuel Cunard, le propriétaire de la compagnie, avait fait construire et superviser alors qu'il était commissaire aux phares.
La perte du Columbia aurait pu être fatale à la jeune compagnie mais le fait que le naufrage n'a occasionné aucune perte a joué en faveur de la réputation de la compagnie surtout à une époque où les naufrages de ses concurrentes étaient très couteux en vies humaines. Il est immédiatement remplacé par le Cambria tandis qu'un cinquième paquebot est mis en service la même année (l'Hibernia).
4 ans plus tard, le paquebot William Abrams s'échoue sur le même récif.

## Caractéristiques
Les caractéristiques techniques du Columbia sont identiques à ses sister-ships de la classe Britannia. Ce navire en bois mesure 63 mètres de long pour 10,4 mètres de large et ses machines à vapeur Napier combinées aux roues à aubes lui assurent une puissance de 740 CV et une vitesse moyenne de 9 nœuds.